# Daniela Żuk
Daniela Żuk (ur. 2 stycznia 1934 w Łuczywnie) – polski inżynier, prof. dr hab. inż., wykładowca akademicki, autorka podręczników i publikacji naukowych.

## Życiorys
Daniela Żuk urodziła się 2 stycznia 1934 roku w Łuczywnie woj. poznańskie (obecnie wielkopolskie). Po ukończeniu szkoły podstawowej w Gorzowie Wielkopolskim i Liceum Ogólnokształcącego im. Kazimierza Wielkiego w Kole podjęła w 1952 studia w Politechnice Warszawskiej na Wydziale Agromechanicznym (w 1954 roku przemianowanym na Wydział Mechanizacji Rolnictwa).
Po ukończeniu studiów w 1956 w latach 1957–1961 pracowała w Technikum Mechanizacji Rolnictwa w Płocku na stanowisku nauczyciela przedmiotów zawodowych i kierownika warsztatów szkolnych.
Brak przygotowania pedagogicznego był powodem rozpoczęcia w 1965 3-letnich studiów drugiego stopnia na Zaocznym Studium Pedagogicznym przy Wydziale Ekonomiczno-Rolniczym SGGW w Warszawie, które ukończyła w 1968 r. Zachęcona pomyślnym przebiegiem studiów i pracy zawodowej podjęła Studia Doktoranckie w Politechnice Warszawskiej, prowadzone przez prof. Michała Godlewskiego i ukierunkowane na problemy edukacji zawodowej.
W latach 1968-1972 prof. D. Żuk przeprowadziła szereg eksperymentów i badań związanych z zastosowaniem obrazu przestrzennego w kształtowaniu wyobraźni przestrzennej. Stanowiło to podstawę do napisania rozprawy doktorskiej nt.: „Wyobraźnia przestrzenna techniczna jako element przygotowania zawodowego techników”, którą obroniła w 1975 r. Rada Wydziału Ekonomiczno-Rolniczego SGGW wyróżniła rozprawę doktorską, przestawiając ją do nagrody Ministra pt. „Kształtowanie wyobraźni przestrzennej młodzieży szkół zawodowych”. Praca została opublikowana przez WSiP w 1975 r. i przeznaczona dla nauczycieli szkół zawodowych.
W 1972 prof. D. Żuk podjęła pracę w Filii Politechniki Warszawskiej w Płocku w Zakładzie Podstaw Konstrukcji Instytutu Mechaniki na stanowisku wykładowcy. Po uzyskaniu, stopnia doktora, zgodnie z zainteresowaniami i poszerzającą się współpracą z przemysłem, przeniosła się do Zakładu Maszyn i Urządzeń Rolniczych, w którym pracowała do emerytury do 2006 r. Zajęła się głównie problematyką związaną z badaniami i konstrukcją maszyn rolniczych. Uczestniczyła w badaniach eksploatacyjnych i niezawodnościowych kombajnów zbożowych, koncentrując się coraz bardziej na zespole żniwnym, a szczególnie zespole tnącym. Dalsza jej działalność naukowo-badawcza została ukierunkowana na proces cięcia, a głównie na opis zjawisk mechanicznych zachodzących przy ścinaniu źdźbeł, ich wpływ na jakość i energochłonność procesu cięcia. Wynikiem tej działalności było przygotowanie pracy habilitacyjnej nt.: „Proces cięcia źdźbeł zbóż”.
W 1988 r. Rada Naukowa Instytutu Budownictwa, Mechanizacji i Elektryfikacji Rolnictwa w Warszawie na podstawie rozprawy i przedstawionego dorobku naukowego nadała jej stopień naukowy doktora habilitowanego nauk rolniczych w zakresie techniki rolniczej.
Kontynuacją tematyki pracy habilitacyjnej było opracowanie teoretyczne i konstrukcyjne nowego zespołu tnącego o poziomej osi obrotu, zwanego śrubowym od ułożenia ostrzy noży w stosunku do osi wirnika. Najtrudniejszym zadaniem w tej kwestii był dobór przedziału parametrów konstrukcyjnych i eksploatacyjnych zapewniających najlepsze efekty eksploatacyjne.
W tym zakresie pod kierunkiem prof. D. Żuk zostały zrealizowane prace doktorskie „Dobór parametrów śrubowego zespołu tnącego do roślin źdźbłowych” (H. Rode – 1997 r.), „Mikroprocesorowy system nadzoru funkcjonowania kombajnu zbożowego” (M. Szreder - 2001).
Wyniki badań stanowiły również podstawą do opracowania skryptów i podręczników: „Ćwiczenia projektowe maszyn rolniczych” (wyd. I - 1983 r., wyd. II – 1992 r.), „Agromechanika” (1994 r.).
Istotnym elementem dorobku naukowego z tego zakresu było współautorstwo dwóch skryptów: „Kształcenie dla racjonalnego użytkowania energii i środowiska” oraz „Przyjazne dla środowiska projektowanie i użytkowanie maszyn rolniczych” – opublikowane w pracach międzynarodowego projektu TEMPUS JEP 09124-95 w 1998 r. przeznaczone dla nauczycieli oraz konstruktorów maszyn rolniczych. Podręcznik pt. „Inżynieria procesów bioagrotechnologicznych” wydana w 2003 r. zamyka ten cykl publikacji.
Tytuł naukowy profesora nauk technicznych otrzymała 20 stycznia 2000 roku.
W latach 1993–2005 dyrektor Instytutu Maszyn i Urządzeń Rolniczych Politechniki Warszawskiej.
Od 1981 r., członek Towarzystwa Naukowego Płockiego, a od 2001 członek Zarządu Towarzystwa Naukowego Płockiego.
Kierownik Podyplomowego Studium Pedagogiki i Kształcenia Zawodowego PW w latach 1994–2014.
Była opiekunką Koła Naukowego Mechaników.
Jest autorką lub współautorką ok. 150 artykułów naukowych, kilkunastu grantów (KBN, unijnych, uczelnianych), ekspertyz i ocen rozwiązań technicznych, recenzji prac doktorskich, habilitacyjnych i wniosków awansowych. Uzyskała sześć patentów i wniosków racjonalizatorskich częściowo wdrożonych.
Poza działalnością związaną z Politechniką Warszawską uczestniczyła w życiu naukowym środowiska inżynierii rolniczej, szkolnictwa zawodowego na poziomie średnim i wyższym oraz stowarzyszeń naukowo-technicznych.
Zasiadała w składzie Rady Naukowej Mazowieckiego Uniwersytetu Dziecięcego.

## Nagrody i odznaczenia
- 1976: Złota Honorowa Odznaka SIMP
- 1977: Złoty Krzyż Zasługi
- 1979: Srebrna Honorowa Odznaka NOT
- 1982: Medal Komisji Edukacji Narodowej
- 1983: Odznaka „Za zasługi dla województwa płockiego”
- 1984: Złota Honorowa Odznaka NOT
- 1984: Medal 40-lecia Polski Ludowej
- 1987: Krzyż Kawalerski Orderu Odrodzenia Polski
- 2007: Odznaka zasłużony dla Politechniki Warszawskiej
- 2020: Zasłużony dla Płocka[4]
- 2022: Odznaka im. prof. Henryka Mierzejewskiego[5]

## Wybrana bibliografia
- Proces cięcia źdźbeł  zbóż, Oficyna Wydawnicza Politechniki  Warszawskiej, 1986
- Wpływ prędkości noża na proces cięcia źdźbeł pszenicy, 1998
- Inżynieria procesów bioagrotechnologicznych, Oficyna Wydawnicza Politechniki Warszawskiej, 2003, 92 s.[6]
- Agromechanika, Oficyna Wydawnicza Politechniki Warszawskiej, 1994
- Problemy budowy oraz eksploatacji maszyn i urządzeń rolniczych, ISBN 83-915188-5-X, 2003
- Ćwiczenia projektowe z maszyn rolniczych. Materiały pomocnicze, Oficyna Wydawnicza Politechniki  Warszawskiej, 1992, 102 s.
- 40 lat Instytutu Inżynierii Mechanicznej, Oficyna Wydawnicza Politechniki Warszawskiej, 2008, 139 s.